# Insigne de tireur d'élite
L'insigne de tireur d'élite, (en allemand, Scharfschützenabzeichen), est une décoration militaire allemande du Troisième Reich.
Elle fut créée le 20 août 1944 pour récompenser les tireurs d'élite et autres tireurs émérites de la Wehrmacht.

## Attribution
Cet insigne fut créé dans une phase du conflit caractérisée par une retraite généralisée où les tireurs de haute précision et autre snipers devenaient de plus en plus importants.
Les modalités d'attribution de cet insigne suivantes furent définies dans un texte du 4 novembre 1944 pour les membres de la Wehrmacht, de la Waffen-SS et de la Volkssturm et existait trois classes définies ainsi:
- Bronze pour 20 ennemis abattus.
- Argent pour 40 ennemis abattus.
- Or pour 75 ennemis abattus.

L'insigne a cessé d'être accordé à la fin du régime nazi en Allemagne en 1945, il semble avoir été très peu distribuée à cause de son apparition tardive.

## Description
Il était réalisé en tissu, contrairement à la plupart des insignes de combats du Heer, il semble que cela soit dû à une pénurie de matières premières.
L'insigne est de forme ovale et représente la tête d'un aigle, vue de profil, plumage noire, bec et iris jaune, cette dernière émerge d'un bouquet de feuille de chêne. Le fond était en drap de couleur feldgrau.
Les différentes classes se distinguaient grâce à une bordure en fil de couleur argentée pour la classe argent, de couleur dorée pour la classe or. Il n' y avait pas de bordure pour la classe bronze.

## Port
L'insigne devait être porté sur la manche droite de la veste ou de la vareuse mais il n'existe que très peu de documents iconographiques représentants le port de ce dernier. Le commandement suprême (Oberkommando) ordonna aux snipers d'enlever et de cacher le badge car les tireurs d'élite allemands capturés par les Soviétiques étaient exécutés.